# Дрейпер, Герберт Джеймс

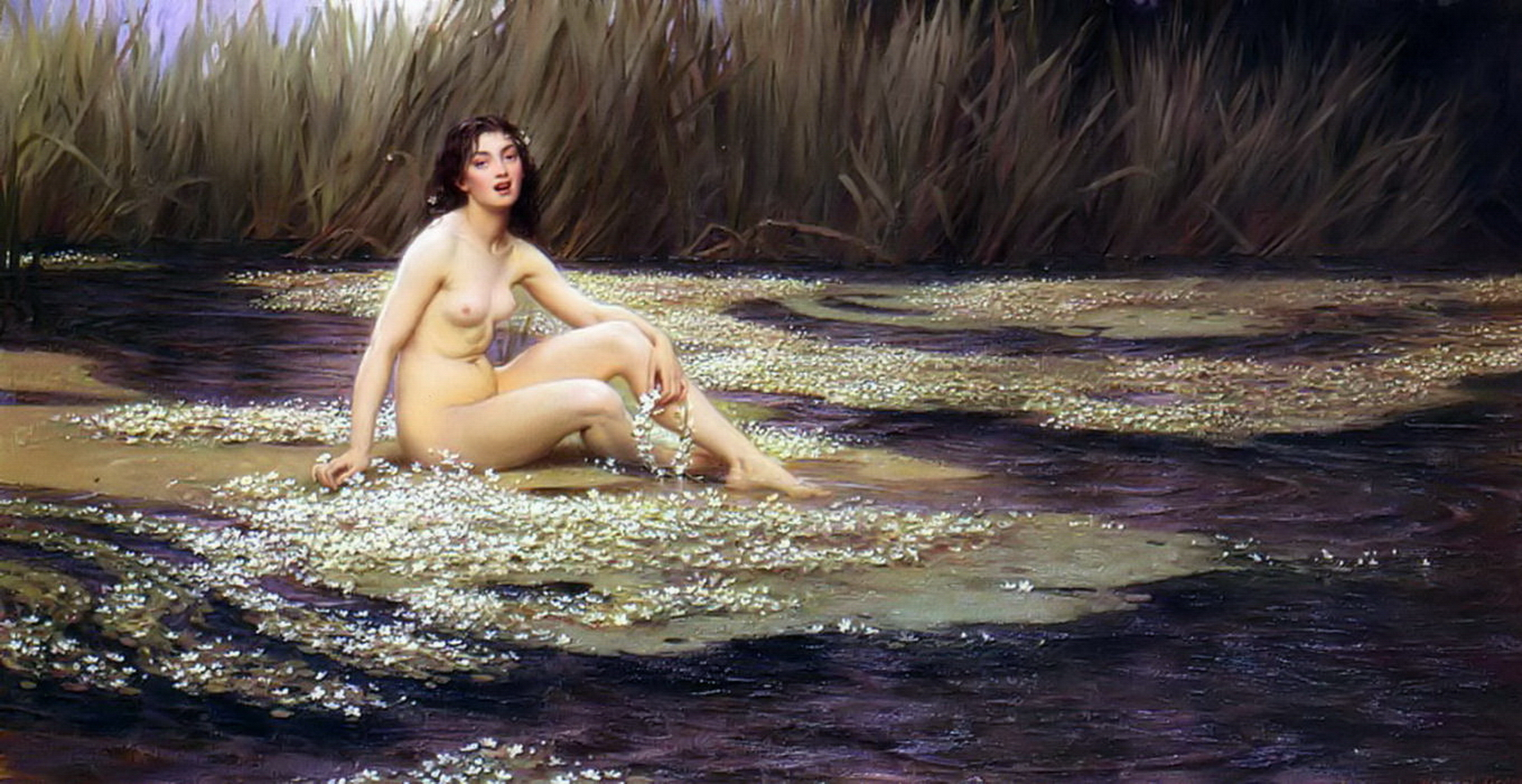
Водная нимфа, 1908 год

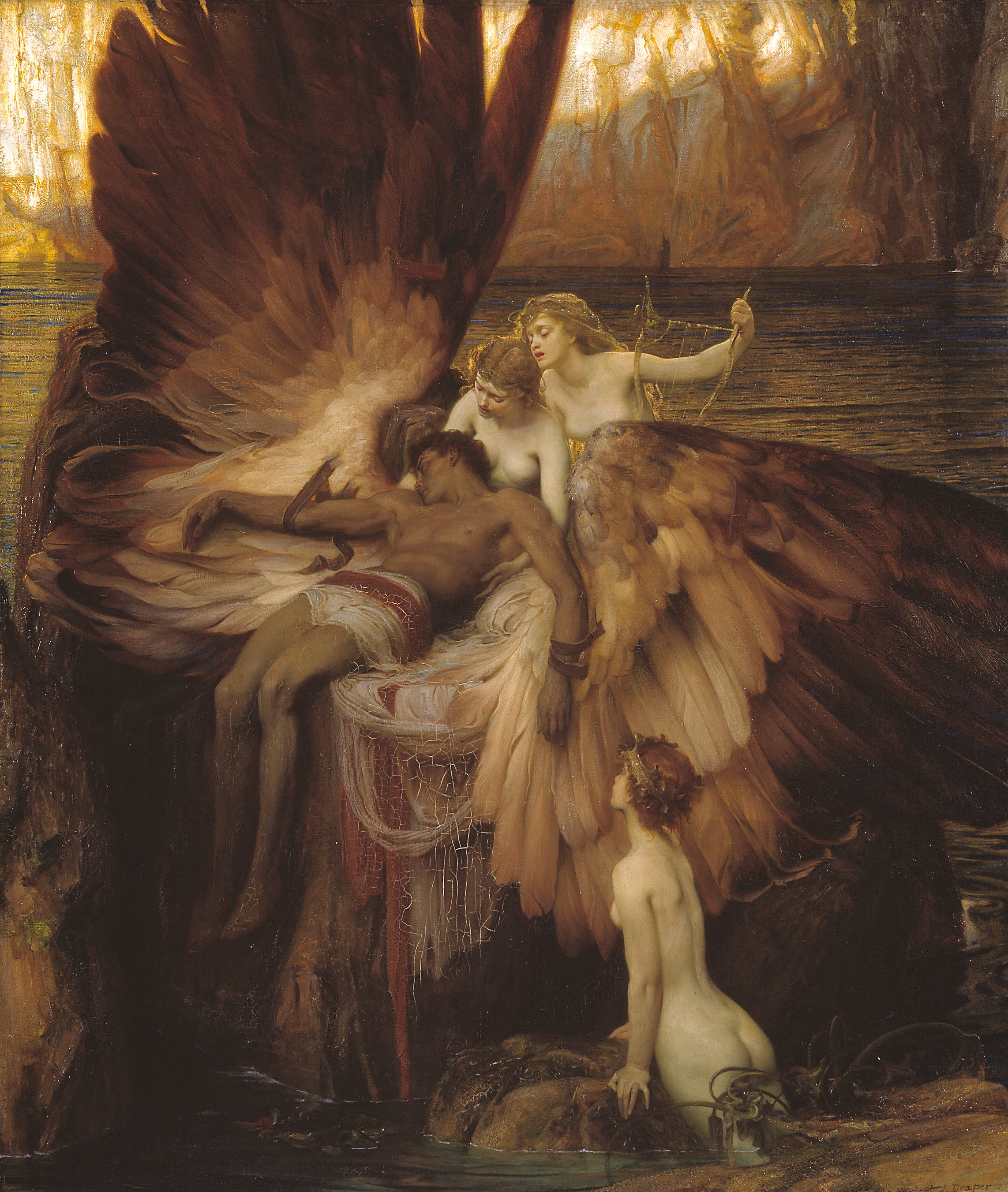
Плач по Икару, 1898 год

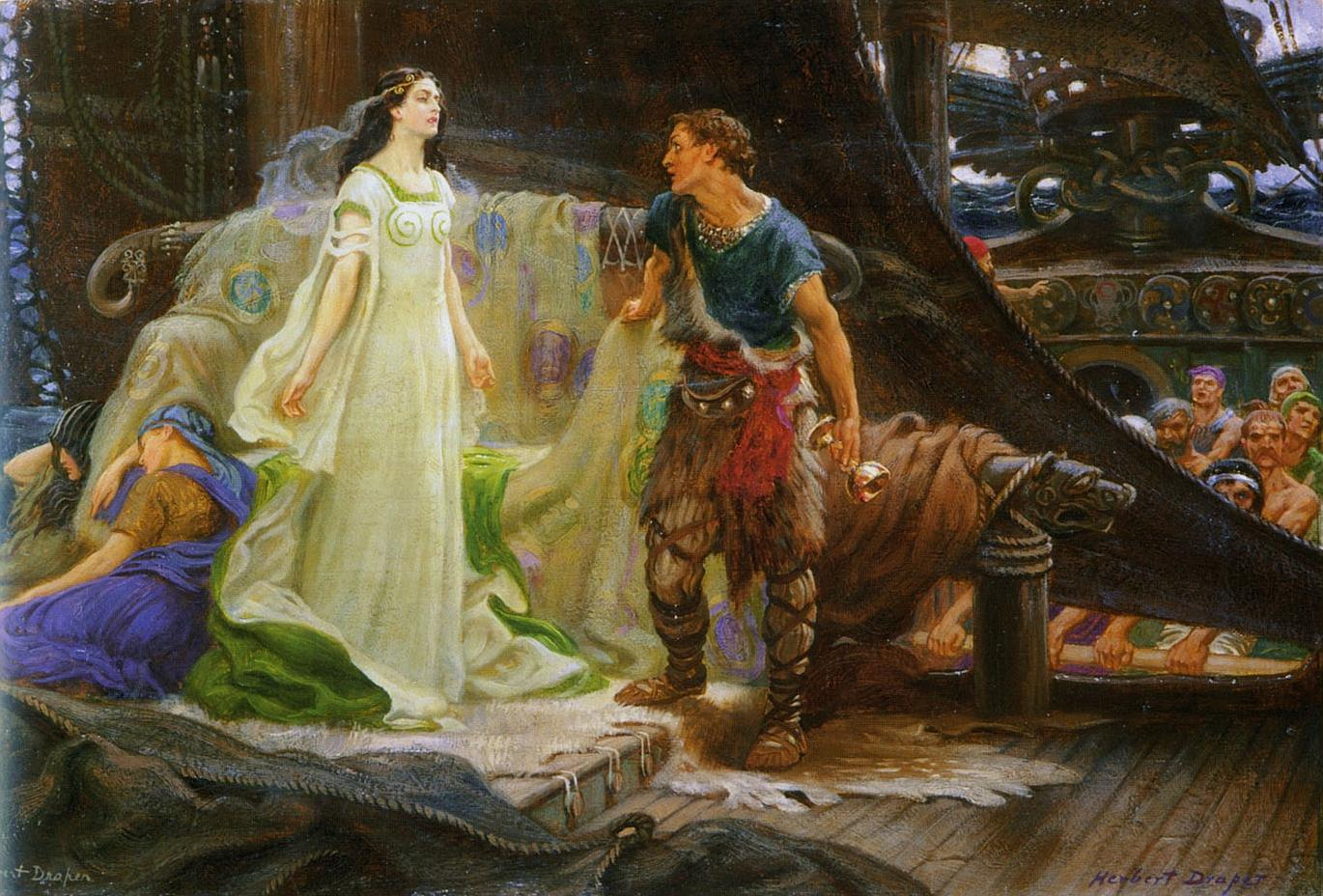
Тристан и Изольда, 1901 год

Герберт Джеймс Дрейпер (англ. Herbert James Draper; 1863—1920) — английский художник, известен своими женскими образами, которые он заимствовал из мифологии и литературы.

## Биография
Герберт Джеймс Дрейпер родился в Лондоне в 1863 году. Он был художником викторианской эры. Дрейпер изучал тонкости искусства в Королевской Академии в Лондоне и предпринял несколько обучающих поездок в Рим и Париж между 1888 и 1892 годами. В 1890-х он работал в основном в качестве иллюстратора. В 1891 году Герберт Джеймс Дрейпер женился на Иде (урожденной Вильямс), от которой у него родилась дочь.
Дрейпер путешествовал по Испании, Италии, Марокко, Голландии, Франции и Бельгии. В Париже он работал в Академии Юлиана. В 1891 году художник арендовал студию в Риме. Вернувшись домой, он открыл студию в Кенсингтоне. Первый большой успех пришёл к нему с картиной «Морская Дева» (The Sea Maiden), выставленной в Академии в 1894 году.
1894 год стал началом самого продуктивного периода в жизни Дрейпера. В своих работах он сфокусировался главным образом на мифологии древней Греции. Его картина «Плач по Икару» (The Lament For Icarus) заслужила золотую медаль на Всемирной выставке 1900 года, проходившей в Париже. Хотя Дрейпер не был членом Королевской Академии Искусств, он принял участие в ежегодной выставке 1897 года.
Дрейпер умер 22 сентября 1920 года в Лондоне. При жизни он был достаточно знаменит и популярен как художник. Но в последние годы его жизни его известность угасла и он был почти забыт.

## Живопись
В своих работах Дрейпер зачастую изображал мифологических персонажей — нимф, сирен, фей, русалок, и так далее.

## Наиболее известные картины
- Ворота Рассвета, 1900 (The Gates of Dawn)
- Водная нимфа, 1898
- Плач по Икару, 1898
- Тристан и Изольда, 1901 (Картина была уничтожена в годы Второй мировой войны)
- Одиссей и сирены, 1909